# Emma Strada
Emma Strada (Torí, 18 novembre 1884 – Torí, 26 setembre 1970) va ser una enginyera italiana, la primera dona italiana que en va obtenir el títol.

## Biografia
Nascuda el 18 novembre del 1884 a Torí, era filla d'un enginyer civil. Va estudiar al Liceo classico Massimo d'Azeglio i va fer l'examen final el 1903. Va tenir també un germà, Eugenio. Va ser la primera dona que va obtenir el títol d'enginyeria civil a Itàlia, el 5 setembre 1908 al Politècnic de Torí. Va obtenir la nota màxima i es va classificar en tercer lloc en un curs de seixanta-dos estudiants.
El primer projecte de Emma Carrer va ser la realització d'una galeria d'accés a una mina d'Ollomont a la Vall d'Aosta. Posteriorment es va traslladar a Calàbria (1909-1910), on va ocupar-se del projecte i construcció de l'automotofunicular de Catanzaro i de la construcció de l ramificació calabresa de l'aqüeducte l'Apulia. Durant els anys 1909 a 1915 va ser ajudant extraordinària del prof. Luigi Pagliani, docent i director del Gabinet d'Higiene Industrial de la Universitat de Torí. El 1925 va rebre l'encàrrec de projectar i dirigir les operacions d'excavació d'una mina d'or als voltants de Macugnaga, prop del Monte Rosa.
Per promoure el treball de les dones en l'àmbit de la ciència i de la tecnologia, el 1957va fundar, juntament amb Laura Lange, Ines del Sostre, Lidia Lanzi, Victòria Ilardi, Anna Enrichetta Amour, Alessandra Bonfanti i Adelina Racheli, l'Associació Italiana Dones Enginyeres i Arquitectes (AIDIA), de la qual va ser la primera presidenta.